# Димитър Ковачев (композитор)
Вижте пояснителната страница за други личности с името Димитър Ковачев.
Димитър Ковачев е български композитор и продуцент.

## Биография
Роден на 6 ноември 1949 г. в София, България. Композира от ранна възраст, като за краткото време от 1980 до 1990, създава над 200 песни с популярните за това време певци. Много от песните му стават шлагери като „Тишина“ в оригинално изпълнение на Васил Найденов. По-късно Росица Кирилова придобива популярност с изпълнението си на същата песен, „Едно момче, едно момиче“ в изпълнение на група Стил, „Лора“ в изпълнение на Георги Христов, „Нощните реклами“, в изпълнение на Тони Томова. През 1982 година печели Първа награда на „Младежки конкурс за естрадна песен“ с песента „На раздяла“, изпълнител Георги Станчев. През годините 1987 и 1988 написва песните за Сборна Формация за Телевизионна „Мелодия на Годината“ – В. Търново – „За да остане в сърцето“, т. Ж. Колев, ар. Д. Драганов и „Отново в театъра“, т. Ал. Петров, ар. Ив. Лечев. По време на ежегодните международни конкурси „Златен Орфей“ изпълнители от Англия, Дания, Германия, Унгария, САЩ и други страни се представят с негови песни.
Oт 1991 година Димитър Ковачев живее и работи в САЩ. Композира и записва продукция в сферата на smooth jazz, lounge, chillout, sound tracks под артистичния псевдоним Dimitri K. Член е на ASCAP, Американски Съюз на Композитори, Автори и Публицисти. През 2000 г. поставя на сцена в Манхатън, Ню Йорк, мюзикъла „Under Manhattan Skyline“, за който има отзиви във вестниците Newsday, New York Times и Queens Courier. По вече информация за музиката на Димитър Ковачев може да бъде намерена на неговия сайт: www.DimitriK.com.

## Творчество
- 1982 Георги Станчев, „На раздяла“, т. Живко Колев, ар. Румен Бояджиев, спечелила Първа награда на „Младежки конкурс за естрадна песен“
- 1983 Васил Найденов, „Тишина“, т. Георги Начев, ар. Стефан Ангелов,
- Росица Кирилова, „Тишина“, т. Георги Начев, ар. Владо Джамбазов
- Георги Станчев, „Есен“, т. Ж. Колев, ар. Д. Ковачев
- 1984 Васил Найденов, „Среща в шест“, т. Живко Колев, ар. Стефан Ангелов, „Мария“, т. Георги Начев, ар. Любомир Дамянов,
- Росица Кирилова, „Бялата река“, т. Георги Начев. ар. Владо Джамбазов,
- ВГ Стил, „Едно момче, едно момиче“, т. Живко Колев, ар. Стефан Ангелов,
- Вили Кавалджиев, „С твоето име“, т. Георги Начев,
- Венета Рангелова: „Търся една любов“, т. Живко Колев, ар. Иван Платов
- Ани Върбанова: „Ако се върнеш“, т. Матей Стоянов, ар. Димитър Ковачев,
- Мустафа Чаушев: „Неповторима ще възкръсваш“, т. Г. Начев, ар. Д. Ковачев
- 1985 Трамвай Номер 5: „Раз, два, три“, т. Стефан Банков,
- Васил Найденов: „Христина“, т. Ж. Колев, ар. Ст. Ангелов,
- Кристина Димитрова: „Бързай“. т. Иван Тенев, ар. Борис Чакъров,
- Дует Шанс: „Човекът с латерната“, т. Ж. Колев, ар. Ст. Ангелов,
- Формация Клуб: „Манекен“, т. Тодор Лозанов, ар. Иван Платов
- 1986 Лили Иванова: „Коя е тя“, т. Александър Петров, ар. Димитър Гетов, „Една мечта“, т. Д. Ковачев, ар. Димитър Гетов
- Георги Христов: „Лора“, т. Д. Ковачев, ар. Борис Чакъров
- Маргарита Хранова: „Първо помисли, после се жени“, т. Ж Колев, ар. Иван Лечев,
- Трамвай Номер 5: „Емилия“, т. Ж. Колев, ар. Д. Драганов
- Формация Клуб: „Все ми е едно“', т. Ал. Петров, ар. Ст. Ангелов
- 1987 Сборна Формация: „За да остане в сърцето“, т. Ж. Колев, ар. Д. Драганов, Телевизионна „Мелодия на Годината 87“ гр. В. Търново.
- Маргарита Хранова: „Отново искам да се влюбя“, т. Ал. Пертов, ар. Иван Лечев,
- Петя Буюклиева: „Кратки писма“, т. Ж. Колев, ар. Иван Лечев,
- Тони Томова: „На двадесет години“, т. Д. Ковачев,
- Росица Ганева: „Наслука“, т. В. Минчев, ар. Р. Бояджиев
- Венета Рангелова: „Приказка“, т. Живко Колев, ар. Иван Лечев,
- Жулиен Александров: „Невъзможно е“, т. Г. Начев, ар. Борис Чакъров
- 1988 Сборна Формация: „Отново в театъра“, т. Ал. Петров, ар. Ив. Лечев, Телевизионна „Мелодия на Годината 88“ гр. В. Търново,
- Васил Найденов: „В Неделя“, т. Ал. Петров, ар. Д. Драганов,
- Петя Буюклиева: „Семейство ли сме“, т. Георги Захариев, ар. Борис Чакъров,
- Тони Томова: „Нощни реклами“, т. Д. Ковачев,
- Кичка Бодурова: „Дали ще се питам“, т. Ал. Петров, ар. Илия Кънчев
- 1989 Васил Найденов: „La mia dona“, т. Елена Арнаудова, ар. Кр. Гюлмезов
- Маргарита Хранова: „Спомен“, т. Д. Ковачев, ар. Д. Драганов
- Модел 22: „Добър ден“, т. Д. Ковачев, ар. Д. Драганов